# Lawrence Washington (1718-1752)
Lawrence Washington (1718 - julho de 1752), foi um pioneiro nos Estados Unidos, meio-irmão de George Washington, considerado o pai da independência daquele país e seu primeiro presidente.
Como membro fundador da Ohio Company da Virginia, e membro da legislatura colonial que representa o condado de Fairfax, ele também fundou a cidade de Alexandria, Virgínia, às margens do rio Potomac, em 1749.[carece de fontes?]
Lawrence participou nas expedições contra o Império Espanhol na América, estando presente nos ataques contra Cuba e Panamá. Também combateu contra Blas de Lezo na derrota inglesa da Guerra da orelha de Jenkins, sitiando Cartagena das Índias ao serviço do almirante britânico Edward Vernon. Em homenagem a este, denominou de Mount Vernon a sede das suas plantações.